# Franklin Avenue (Los Angeles)

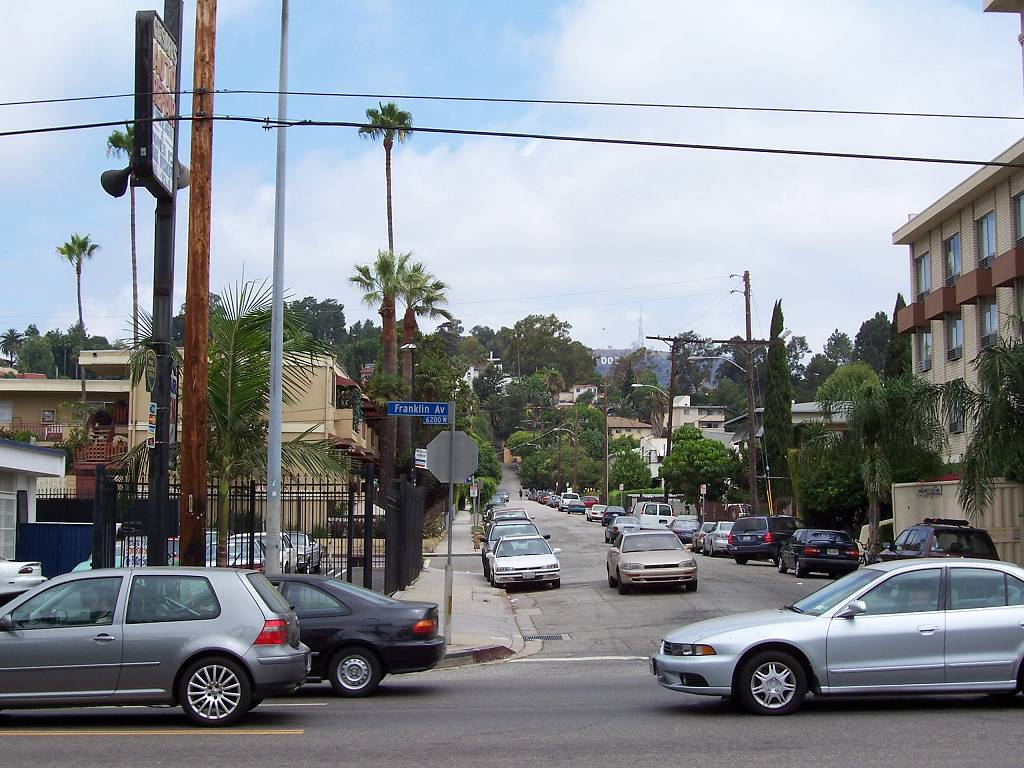
Franklin Avenue

Franklin Avenue ist eine Straße in Los Angeles.
An der Straße befinden sich viele Hotels und Gaststätten. Das berühmteste ist das The Magic Castle. Die Straße ist die nördlichste Straße in Hollywood. Die Shakespeare Bridge, ein Los Angeles Historic-Cultural Monument ist Teil der Straße. Auch das Château Élysée, welches heute von der Scientology-Kirche als  Celebrity Centre genutzt wird und an der Straße liegt, ist auch ein denkmalgeschütztes Los Angeles Historic-Cultural Monument.
Die Straße fängt als Wohnstraße an der Sierra Bonita Avenue an. Nachdem sie sich mit der Highland Avenue kreuzt, endet sie in Silver Lake.

## Denkmäler (anerkanntes Los Angeles Historic-Cultural Monument)
- Chateau Elysee 5930-5936 Franklin Avenue
- Magic Castle 7001 Franklin Avenue
- Sowden house 5121 Franklin Avenue
- Franklin Avenue Bridge (Shakespeare Bridge)
- Chateau de Fleurs 6626 Franklin Avenue
- The Montecito 6650-6668 Franklin Avenue
- Sister Mary Corita Studio 5500-5518 Franklin Avenue

Quelle: